# Phil Kennemore
Phil Kennemore (ur. 20 października 1953, zm. 7 stycznia 2011) – amerykański muzyk, basista i wokalista. Kennemore znany jest przede wszystkim z występów w formacji Y&T w latach 1974–1991 i 1995–2011.
Muzyk zmarł na raka płuc 7 stycznia 2011 roku w Stanford Hospital. Miał 57 lat.